# Stephania viridiflavens
Stephania viridiflavens är en tvåhjärtbladig växtart som beskrevs av Hsien Shui Lo och M. Yang. Stephania viridiflavens ingår i släktet Stephania och familjen Menispermaceae. Inga underarter finns listade i Catalogue of Life.